# Camponotini

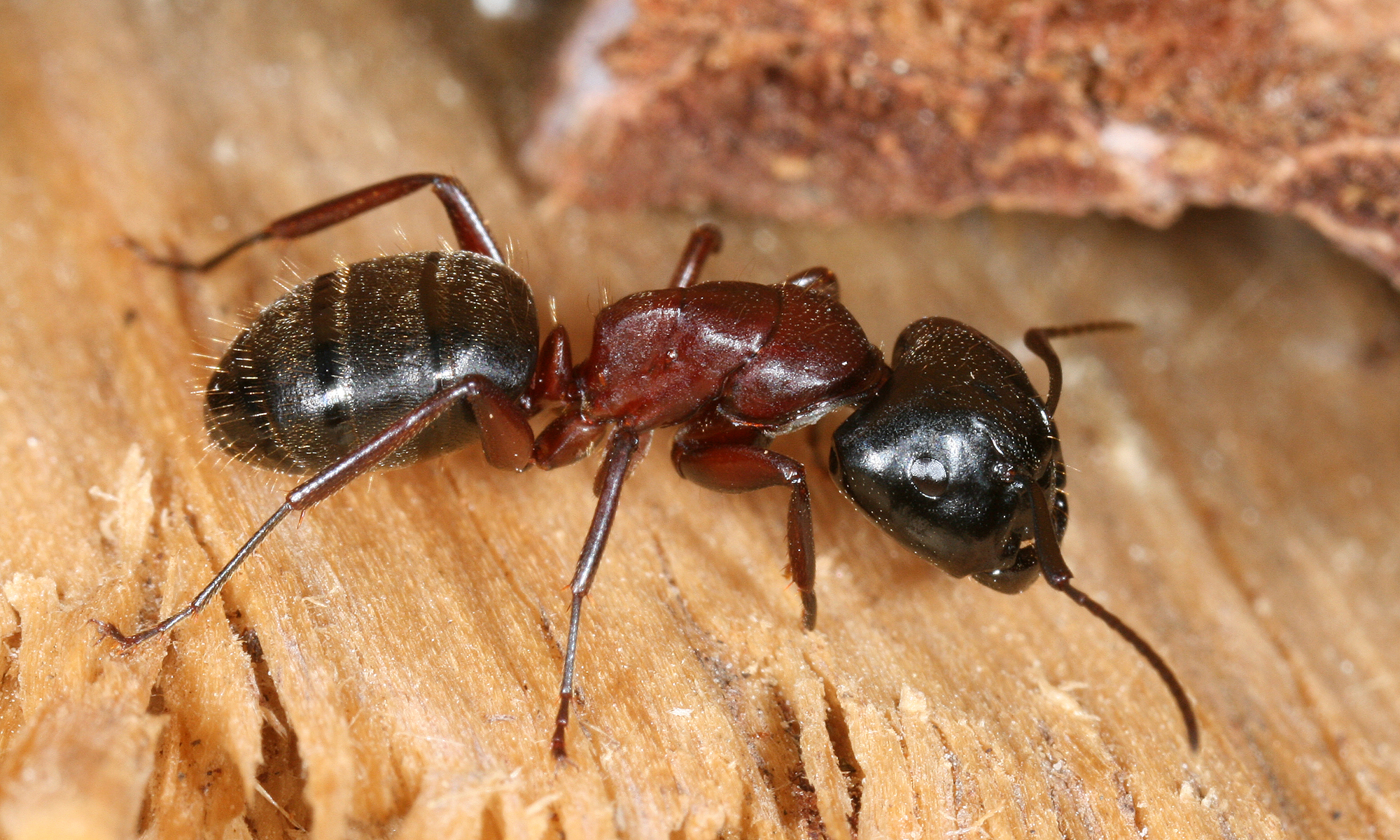
Camponotus ligniperda

Camponotini  (лат.) — крупнейшая триба муравьёв из подсемейства формицины (Formicinae, Formicidae). Более 1950 видов.

## Распространение
Всесветное, главным образом, пантропика.

## Описание
Среднего и крупного размера муравьи (до 3 см у Camponotus gigas), главным образом, древесные. Мандибулы с 5—8 зубцами, увеличивающиеся в размере к вершине. Третий зубец мандибул не редуцирован. Максиллярные щупики у самок, рабочих и самцов состоят из 6 члеников, а лабиальные — из 4. Глаза обычно позади средней линии головы. Оцеллии у рабочих отсутствуют (кроме некоторых крупных солдат Camponotus). Места прикрепления усиков находятся на некотором расстоянии от заднего края наличника. Метакоксы сближенные. Усики 12-члениковые у самок и рабочих и 13-члениковые у самцов.
У личинок есть пресепиум (англ. praesaepium), а их лабрум с хилосклеритами (англ. chiloscleres).
Эндосимбионтные бактерии Blochmannia (Enterobacteriaceae) обнаружены у большинства родов трибы, они выполняют  питательные биосинтетические функции. Впервые их нашли в 1882 году в бактериоцитных клетках эпителия средней кишки муравьёв Camponotus. Сейчас они зарегистрированы не только в кишечных клетках, но и в яичниках самок у представителей родов Camponotus (включая Colobopsis), Polyrhachis, Calomyrmex, Echinopla и Opisthopsis. У старых рабочих муравьёв число эндосимбионтов снижается.

## Систематика и филогения
Триба включает более 1950 валидных видов. Среди них 8 современных и 3+ ископаемых рода, в том числе, такие крупнейшие роды, как, Camponotus (около 1000 видов и 400 подвидов) и Polyrhachis (700). Возможно, такие малые по числу видов таксоны как Forelophilus и Overbeckia могут быть синонимами рода Camponotus. Тем не менее, таксоны продолжают считать валидными и в 2022 году описывают новые виды (Overbeckia papuana и Overbeckia jambiensis).
В 2024 году в статусе incertae sedis в составе Camponotini обозначены †Eocamponotus Boudinot, 2024, †Chimaeromyrma brachycephala Dlussky, 1988 и †Pseudocamponotus elkoanus Carpenter, 1930; род †Camponotites Steinbach, 1967 рассматривается как incertae sedis в составе Formicinae, а таксон †Palaeosminthurus Pierce & Gibron, 1962 восстановлен в родовом статусе.
- Camponotini
  - Calomyrmex
  - †Camponotites[13]
  - Camponotus — муравьи-древоточцы
    - Forelophilus (с 2016 подрод в Camponotus)
    - Phasmomyrmex (с 2016 подрод в Camponotus)

  - †Chimaeromyrma
  - Colobopsis (до 2016 подрод в Camponotus)
  - Dinomyrmex (до 2016 подрод в Camponotus)
  - Echinopla
  - Opisthopsis
  - Overbeckia
  - Polyrhachis
  - †Pseudocamponotus

Camponotini
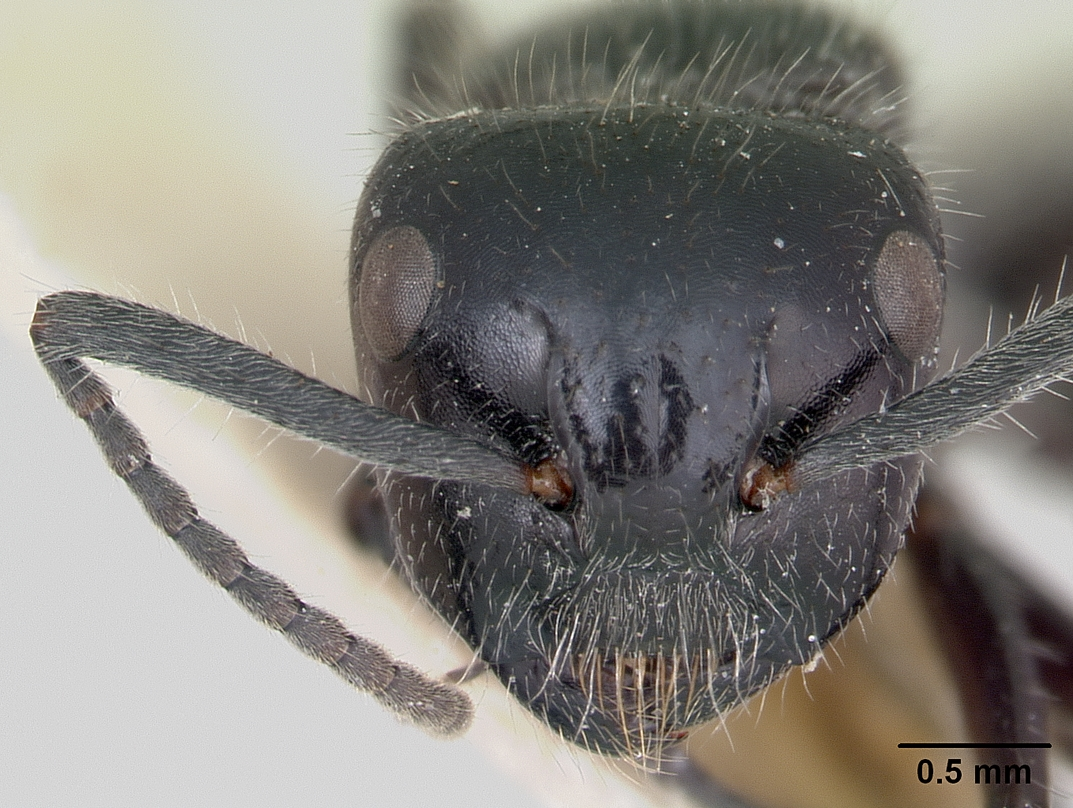
Calomyrmex albertisi
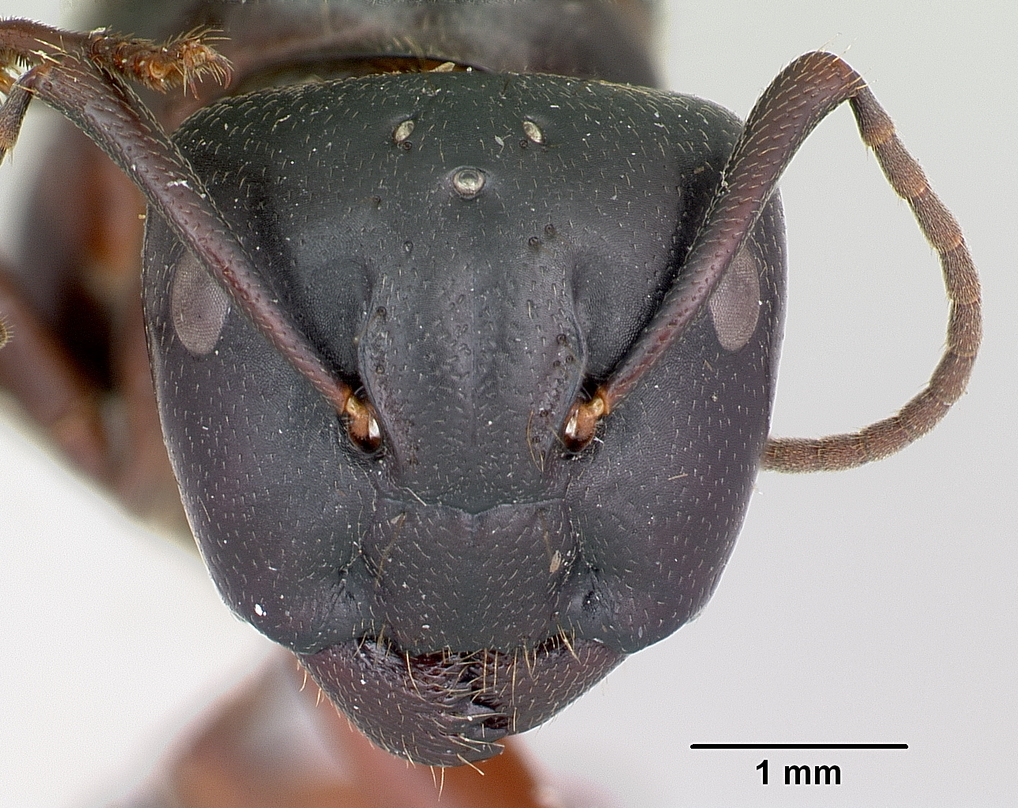
Camponotus herculeanus
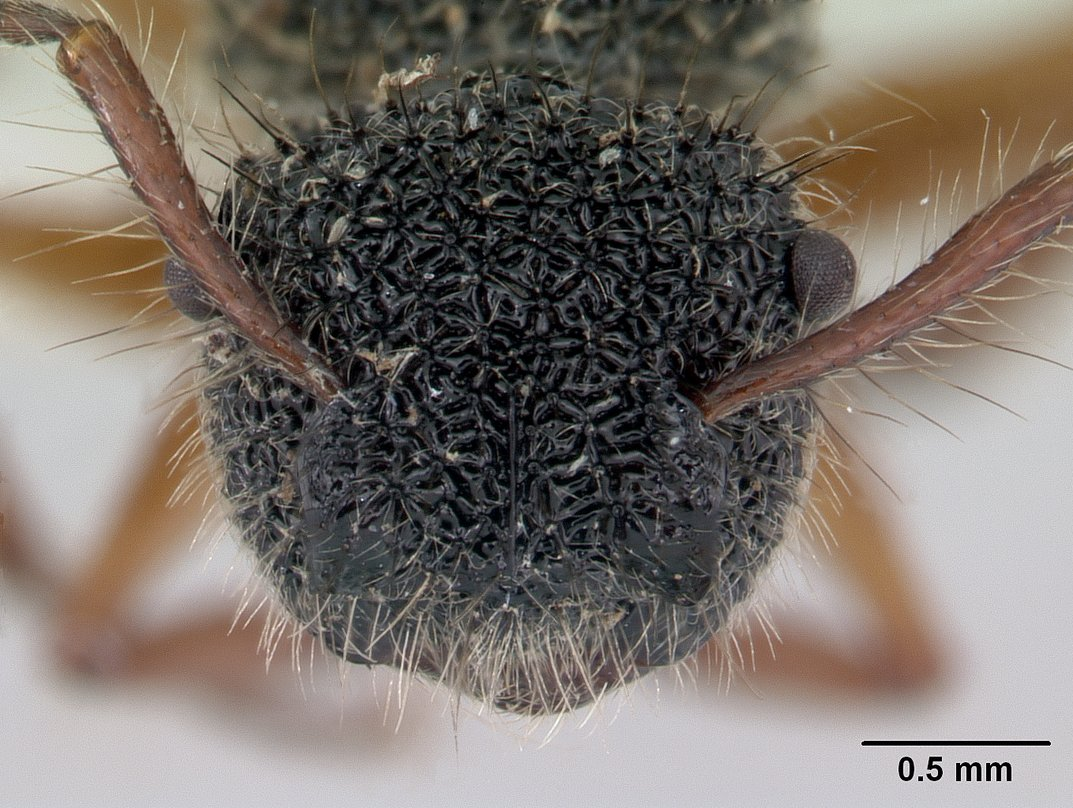
Echinopla pallipes
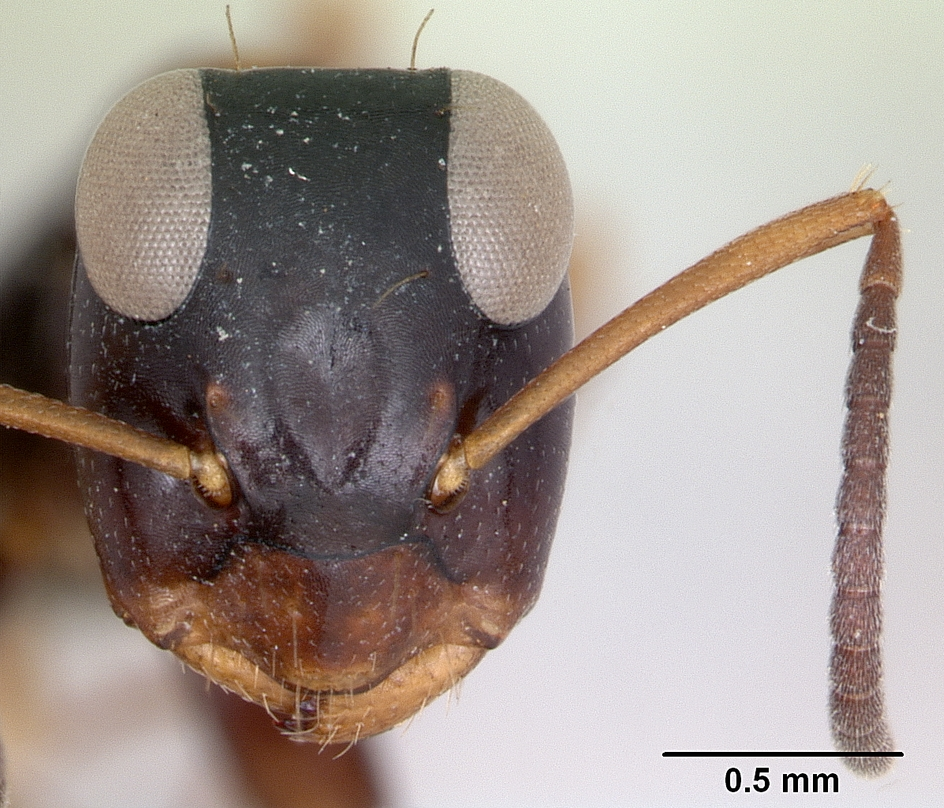
Opisthopsis respiciens
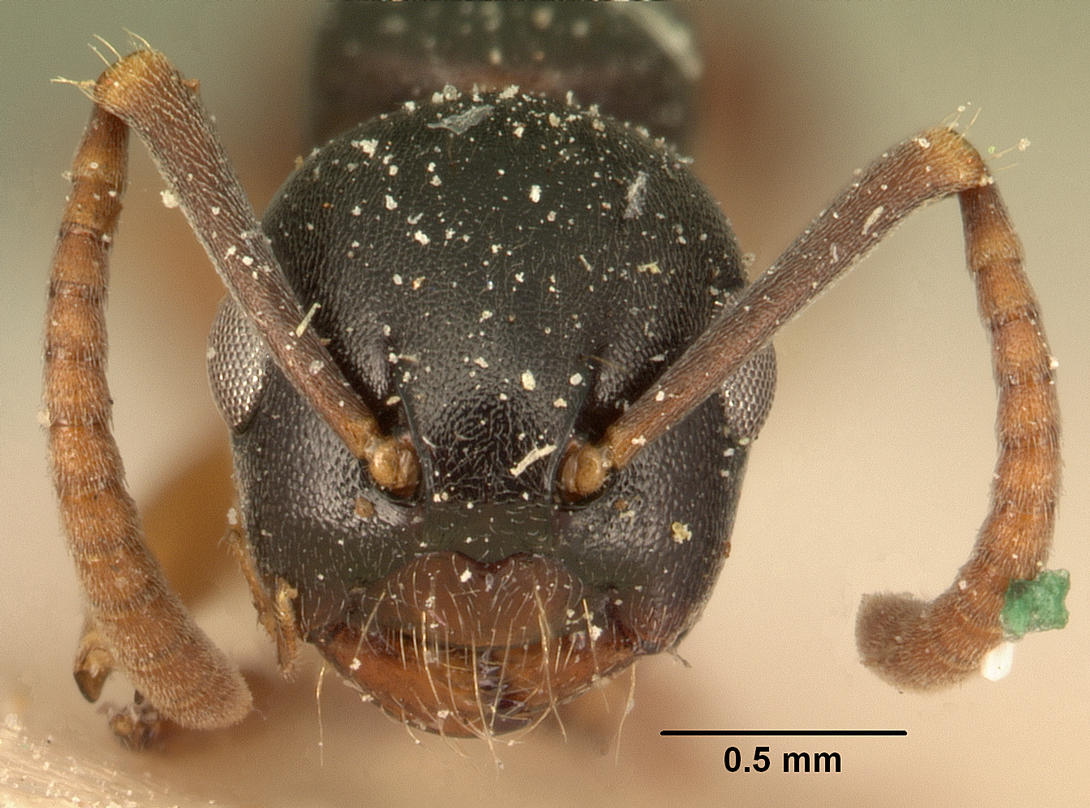
Overbeckia subclavata
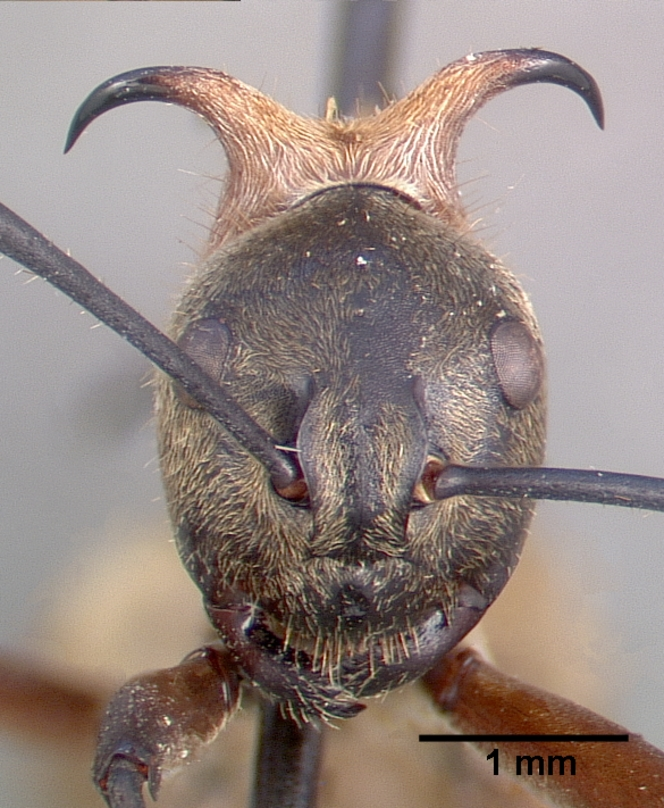
Polyrhachis bihamata